# Dinteranthus
Dinteranthus ist eine Pflanzengattung aus der Familie der Mittagsblumengewächse (Aizoaceae). Der botanische Name ehrt den deutschen Botaniker Kurt Dinter.

## Beschreibung
Die Pflanzen der Gattung Dinteranthus wachsen kompakt. Sie sind stammlos und bilden 1 bis 6 Zweige aus, von denen jeder während der Ruhephase ein einzelnes Blattpaar trägt. Die Laubblätter sind mehr oder weniger halbkugelförmig bis halbeiförmig. Die Blattpaare sind etwa zu ein bis zwei Dritteln miteinander verwachsen und bilden oben einen klaffenden oder geschlossenen Spalt. Ihre Epidermis ist kahl oder mit gerundeten oder spitzen Papillen bedeckt. In der sehr dicken äußeren Epidermiswand befindet sich eine bis zu 50 Mikrometer dicke Schicht Kristallsand, die den Pflanzen ihr weißes, steinartiges Aussehen verleiht.
Die endständigen Blüten sind kurz gestielt und scheinbar ohne Hochblätter. Sie erreichen einen Durchmesser von 6 bis 8 Zentimetern und öffnen sich am späten Nachmittag. Es sind 6 bis 8 Kelchblätter vorhanden, die Kronblätter sind leuchtend goldgeld. Die aufrechten Staubblätter sind an der Basis manchmal weiß oder rötlich und bilden einen Ring. Die Früchte ähneln denen der Gattung Delosperma, sind meisten 6- bis 10-fächrig und bleiben mehrere Jahre an den Pflanzen. Die Samen sind rötlich braun und werden mit dem Alter dunkler.

## Systematik und Verbreitung
Die Gattung Dinteranthus ist bei Warmbad in Namibia sowie in der Umgebung der Städte Gordonia, Hay und Kenhardt, im Namaqualand und in der Provinz Nordkap in Südafrika verbreitet. Die Pflanzen wachsen auf mit Quarzkies bedeckten Hängen oder Ebenen in Gebieten mit weniger als 100 Millimeter Niederschlag.
Die Erstbeschreibung wurde 1926 von Gustav Schwantes vorgenommen. Die Typusart ist Dinteranthus microspermus.     
Nach Heidrun Hartmann umfasst die Gattung folgende Arten:
- Dinteranthus inexpectatus Dinter ex Jacobsen
- Dinteranthus microspermus (Dinter & Derenb.) Schwantes
- Dinteranthus pole-evansii (N.E.Br) Schwantes
- Dinteranthus puberulus N.E.Br.
- Dinteranthus vanzylii (L.Bolus) Schwantes
- Dinteranthus wilmotianus L.Bolus

Die Gattung Dinteranthus ähnelt in vielerlei Hinsicht der Gattung Lithops. Insbesondere die Art Dinteranthus vanzylii ist nur schwer von einem Lithops zu unterscheiden und wurde 1932 von Harriet Margaret Louisa Bolus ursprünglich als Lithops vanzylii beschrieben. Die Gattung Dinteranthus unterscheidet sich von der Gattung Lithops insbesondere durch eine höhere Anzahl von Samenkammern und die deutlich kleineren Samen.

## Nachweise

## Weiterführende Literatur
- Niko Sauer: Dinteranthus. In Aloe. Band 13, 1975, S. 9–24,
- Niko Sauer: Dinteranthus pole-evansii, D. microspermus, D. wilmotianus. In: Flowering Plants of Africa. Band 45, 1978, Tafeln 1778 A&B, 1779 A&B, 1780 A&B